# Brabant-le-Roi
 Brabant-le-Roi  là một xã thuộc tỉnh Meuse trong vùng Grand Est đông nam nước Pháp. Xã này nằm ở khu vực có độ cao trung bình 145 mét trên mực nước biển.
Thj trấn nằm bên hữu ngạn ruisseau de Nausonce, nhánh của sông Chée, sông tạo thành ranh giới phía tây.